# Prilep
Prilep (makedonsko Прилеп, vlaško Parleap, turško Pirlepe, Perlepe, grško Περλεπές, Πρίλαπο, latinizirano: Perlepes, Prilapo je mesto in občina v osrednji Severni Makedoniji. Občina šteje okoli 75.000 prebivalcev. Znano je kot »mesto pod Markovimi stolpi« zaradi bližine stolpov Kraljeviča Marka.

## Ime
Ime Prilep se je najprej pojavilo kot Πρίλαπος. Stara trdnjava je bila pritrjena na skalni vrh hriba, njeno ime pa v stari cerkveni slovanščini pomeni »zataknjen« na skalah. Omenil ga je tudi Ioannes Skylitzes, bizantinski zgodovinar iz poznega 11. stoletja v zvezi s Samuelom Bolgarskim, ki je tukaj umrl leta 1014. V drugih jezikih je:
- Bolgarščina: Прилеп, Prilep
- Romunščina: Pãrleap[3]
- srbohrvaščina: Prilep / Прилеп
- Turško: Pirlepe ali Perlepe
- Albanščina: Përlep ali Përlepi, ali Prilep ali Prilepi
- Grško: Prilapos, Πρίλαπος
- Latinsko: Prilapum

## Geografija
Prilep pokriva 1675 km² in leži v severni Pelagonijski nižini v južnem delu Severne Makedonije. Prilep je sedež občine Prilep in je dostopen preko ceste A3. Od glavnega mesta Od Skopja je oddaljen 128 km, 44 km od Bitole in 32 km od Kruševa.

### Demografija
Velika večina mestnega prebivalstva je Makedoncev; makedonsko prebivalstvo je ob zadnjem popisu štelo 64.527 prebivalcev. Obstaja tudi romska manjšina, ki šteje okoli 4420 prebivalcev, večina jih živi v okolici Trizla, tu so tudi Srbi (310) in Turki (260).
- Spomenik Aleksandru Velikemu v središču mesta
- Kraljestvo Prilep - posest princa Marka
- Razglednica Prilepa iz leta 1915
- Panoramski pogled na Prilep, 1930

## Zgodovina
V antiki je bilo območje Prilepa del starodavne Pelagonije, ki so jo naseljevali Pelagonci, starogrško pleme Zgornje Makedonije, ki so bili po Strabonu epirski Molosi. Regija je bila priključena Makedonskemu kraljestvu v 4. stoletju pr. n. št. Septembra 2007 so arheološka izkopavanja v Bončah razkrila grobnico, za katero se domneva, da je pokopališče makedonskega vladarja iz 4. stoletja pred našim štetjem. Blizu Prilepa, blizu vasi Čepigovo, so ruševine starodavnega makedonskega mesta Styberra (starogrško Στύβερρα), najprej mesta v Makedoniji, kasneje pa vključenega v Rimsko cesarstvo. Styberra je ostala delno naseljena, čeprav so jo leta 268 razdejali Goti.
Mesto je bilo prvič omenjeno v grščini kot Πρίλαπον (Prilapon) leta 1014, kot kraj, kjer naj bi bolgarski car Samuel doživel srčni napad, ko je videl, da so Bizantinci po bitki na Belasici oslepili na tisoče njegovih vojakov. Bizanc ga je izgubil v korist Drugega bolgarskega cesarstva, a ga je pozneje ponovno prevzel. Prilep je leta 1334 pridobil srbski kralj Štefan Dušan, po letu 1365 pa je mesto pripadlo kralju Vukašinu, sovladarju Dušanovega sina, carja Štefana Uroša V. Po Vukašinovi smrti leta 1371 je Prilepu vladal njegov sin kraljevič Marko. Leta 1395 je bil vključen v Osmansko cesarstvo, katerega del je ostal do leta 1913, ko ga je priključila Kraljevina Srbija.
Prilep je bil glavno središče bolgarskega narodnega preporoda v Zahodni Makedoniji v 19. stoletju. Sredi 19. stoletja je bil v Prilepu eden največjih letnih sejmov v Makedoniji. Razstave evropskega konzulata iz leta 1887 ocenjujejo prebivalstvo Prilepa na približno 6500 ljudi, od tega 4000 Bolgarov / Makedoncev, 2000 Turkov, ostali pa Srbi z Grki in Aromuni. Med veliko vzhodno krizo je bilo takratno lokalno bolgarsko gibanje poraženo, ko je oborožene bolgarske skupine odvrnila Prizrenska liga, albanska organizacija, ki je nasprotovala bolgarskim geopolitičnim ciljem na območjih, kot je Prilep, ki so vsebovala albansko prebivalstvo.
V poznem 19. in začetku 20. stoletja je bil Prilep del vilajeta Manastir Osmanskega cesarstva. Med prvo svetovno vojno ga je med 17. novembrom 1915 in 25. septembrom 1918 okupirala Bolgarija. Leta 1918 je Prilep postal del Kraljevine Srbov, Hrvatov in Slovencev, od leta 1929 do 1941 pa je bil del Vardarske banovine Kraljevine Jugoslavije. 8. aprila 1941, le dva dni po začetku invazije sil osi na Jugoslavijo, je Prilep zasedla nemška vojska, 26. aprila 1941 pa bolgarska vojska. Skupaj z večino Vardarske Makedonije je bil Prilep od leta 1941 do 1944 priključen Kraljevini Bolgariji. Po državnem udaru 9. septembra se poveljnik bolgarskega garnizona ni hotel umakniti in je ostal v mestu z jugoslovanskimi gverilami in uspel zadržati za 10 dni in blokiral premik nemških čet. Nato je nemška vojska ponovno zavzela mesto. Prilep so partizani dokončno osvobodili 3. novembra 1944. Od leta 1944 do 1991 je mesto bilo del Socialistične federativne republike Jugoslavije, kot del njene konstitutivne enote Socialistične republike Makedonije. Od leta 1991 je mesto del samostojne Makedonije, danes uradno Republike Severna Makedonija.

## Gospodarstvo
Prilep je središče pridelovanja visokokakovostnega tobaka in cigaret ter kovinskopredelovalne, elektronske, lesne, tekstilne in prehrambene industrije. Mesto proizvaja tudi veliko količino makedonskega Bianco Sivec (čistega belega marmorja).
Tobak je ena od tradicionalnih tržnih poljščin Prilepa in uspeva v makedonskem podnebju. Številni največji svetovni proizvajalci cigaret, kot so Marlboro, West in Camel, uporabljajo prilepski tobak v svojih cigaretah, potem ko je predelan v lokalnih tovarnah, kot je Tutunski kombinat Prilep. V mestu je ustanovljen Tobačni inštitut za proizvodnjo novih vrst tobaka in je bil prvi primer uporabe genetike v kmetijstvu na Balkanu.

## Kultura
- Ena najpomembnejših ustanov v mestu je Inštitut za staroslovansko kulturo.
- Likovna kolonija gostuje v centru Prilepa v Centru sodobnih vizualnih umetnosti. Kolonijo je leta 1957 ustanovil arheolog prof. Boshko Babikj, organizirala pa sta jo na pobudo prof. Babikj in akademski slikar prof. Risto Lozanovski, zaradi česar je morda ena najstarejših kolonij v jugovzhodni Evropi in najstarejša na Balkanu. Vsako leto gosti slikarje in kiparje (delajo v marmorju, kovini in lesu), občasno pa gosti delavnice in simpozije za vitraj (oblikovanje stekla), mozaike, fotografijo, grafiko in glino iz držav po vsem svetu. Zbirka skulptur, izrezljanih v lesu, je bila priznana kot kulturna dediščina s strani najrelevantnejših kritikov in mnenjskih ustvarjalcev. 2007 je bila 50-letnica kolonije.
- Mednarodni otroški glasbeni festival »Asterisks« vsako leto v oktobru zbere otroke z vsega sveta.
- Vsako leto Festival profesionalnega gledališča Makedonije v čast Vojdanu Černodrinskemu, rojenemu v vasi Selci pri Strugi in Debru.
- Samostan Zrze in samostan svetega nadangela Mihaela, ki ima freske iz 12. in 14. stoletja, sta pomembni znamenitosti kulture Prilepa.
- Pivofest (Beer fest) je letna štiridnevna zabava sredi julija, ki v mesto privabi okoli 200.000 obiskovalcev. Na glavnem odru na trgu in v različnih klubih po mestu vsak večer nastopajo mednarodne glasbene skupine. Pivofest predstavlja vedno večje število tujih in domačih piv ter priložnost za Prilep, da predstavi svoj znameniti žar, ki velja za najboljšega v Severni Makedoniji.
- Pročka je večstoletni verski praznik odpuščanja in praznovanja, ki je leta 2001 dobil organizirano manifestacijo kot »Prilepski karneval« in je od leta 2006 član Federacije evropskih karnevalskih mest. Kljub novemu uradnemu imenu je festival še vedno domačini imenujejo Pročka. Vrhunec festivala je parada mask, ki poteka skozi središče mesta in gosti udeležence iz več evropskih držav. Za najboljši kostum je podeljena nagrada in mnogi kostumi so dovršeni. Med festivalom, ki poteka februarja, so tudi koncerti, zabave in veliko tradicionalne hrane.

## Jezik
Prilepsko narečje je osnova za standardni makedonski jezik. Ko je bila ob koncu druge svetovne vojne ustanovljena Socialistična republika Makedonija kot del Jugoslavije, je bil makedonski jezik priznan kot samostojen. Nato sta bila prilepska in veleška narečja izbrana kot osnova za novi uradni jezik zaradi njunega osrednjega položaja v regiji Makedonija.

## Umetnost in arhitektura
Glavni trg v Prilepu se imenuje Aleksandrija v čast Aleksandra Velikega. Rekonstrukcija trga se je začela leta 2005 in je bila dokončana leta 2006. Rekonstrukcija je stala 700.000 evrov, njen investitor pa je bilo mesto Prilep. Med obnovo je bil med drugim postavljen spomenik Aleksandra Velikega.
Več starodavnih znamenitosti krasi Prilep, vključno Markovi stolpi (makedonsko Маркови Кули) , cerkev sv. Nikolaja iz 13. stoletja, cerkev sv. Uspenie v Bogorodici, cerkev sv. Preobraženia in grob nepokorjenih ter spomenik v čast žrtvam fašizma, ki je v Centralnem parku Prilepa. Tam je znana velika rimska nekropola in najdeni so deli številnih zidov; naselbina je bila verjetno starodavni Ceramiae, omenjen v Tabula Peutingeriana. Rimske ostanke najdemo tudi v bližini samostana Varoš, zgrajenega na strmih pobočjih hriba, ki ga je kasneje naselila srednjeveška skupnost. Na dvorišču cerkve pod južnim pobočjem Varoša je veliko zgodnjih rimskih pogrebnih spomenikov, nekateri z izklesanimi reliefi pokojnika ali traškega jezdeca in drugi napisani spomeniki uradne narave. Nekateri izmed teh večjih spomenikov so bili vzidani v stene cerkve.
Najpomembnejši antični spomenik je staro mesto Styberra, ki je na hribu Bedem pri Čepigovu, v osrednji regiji Pelagonije. Že v času rimsko-makedonskih vojn je bilo to mesto znano kot baza, iz katere se je makedonski kralj Perzej Makedonski odpravil na osvajanje penestskih mest. Pomembno mesto na tem območju je Bela Crkva, 6 km zahodno od Styberre, kjer je bilo verjetno mesto Alkomenai. Bil je trdnjava makedonskih kraljev, potem ko so ga obnovili v zgodnjem rimskem obdobju in je bil na pelagonijskem vhodu v prelaz, ki je vodil v Ilirijo. Tu so med izkopavanji odkrili del mestnega obzidja, vrata in nekaj stavb iz rimskega obdobja. Vse novejše najdbe s teh najdišč so v Muzeju mesta Prilep.
Samostan Treskavec, zgrajen v 12. stoletju v gorah približno 10 km severno od Prilepa pod vrhom Zlatovrv, na robu majhne gorske ravnine 1100 metrov nad morsko gladino. Prilep ima freske iz 14. in 15. stoletja in je verjetno mesto zgodnjega rimskega mesta Kolobaise. Ime zgodnjega mesta je zapisano na dolgem napisu na kamnu, ki govori o lokalnem kultu efeške Artemide. Napis je bil ponovno uporabljen kot osnova za križ na vrhu ene od cerkvenih kupol. Drugi napisi na Treskavcu vključujejo več rimskih posvetil Apolonu iz 1. stoletja. Staro trdnjavo so uporabljali Rimljani, kasneje pa Bizantinci. Navsezadnje je sem prišel celo car Samuel po porazu pri Belasici leta 1014. V srednjem veku, po letu 1371, je kraljevič Marko močno prezidal citadelo in tako postal pomembno vojaško oporišče.

## Pobratena mesta
Prilep je pobraten z:
- Zadar, Hrvaška
- Radom, Poljska
- Garfield, New Jersey, ZDA
- Dejang, Kitajska
- Černigov, Ukrajina[17]

Mesto si deli tudi listino prijateljstva z mestom  Vincent, Avstralija.